# Boxford
Boxford é uma vila e paróquia civil do distrito de Babergh, no Condado de Suffolk, na Inglaterra. Sua população é de 986 habitantes (2016).